# Caenis macrura
Espèce
Caenis macrura est une espèce d'insectes appartenant à l'ordre des éphéméroptères.
Caenis macrura est, d'après les plus récentes classifications, le même insecte que Caenis interrupta (Stephens, 1835), Caenis grisea (Pictet, 1845) et Caenis halterata (Eaton, 1884).

## Caractéristiques
- Nymphe :
  - 4 à 5 mm pour le corps,
  - 7 mm avec les cerques
- Imago :
  - Corps : ♂ 3 à 4 mm, ♀ 4 à 5 mm
  - Cerques : ♂ 11 à 12 mm, ♀ 2 à 4 mm

## Localisation
Dans tout l'ouest de l'Europe (Espagne, France, Angleterre, Irlande), tout particulièrement à partir du cours moyen des rivières à fond sableux.

## Éclosion
De mi-juin à fin août, toujours du petit jour au lever du soleil par des matins sans vent.